# Собакоголовий вуж
Собакоголовий вуж (Cerberus) — рід змій родини гомалопсових (Homalopsidae). Має 3 види. Отримав назву на честь грецького міфичного собаки Цербера. Умовно отруйні змії (реальної небезпеки для людини не становлять). 

## Опис
Загальна довжина представників цього роду коливається від 60 см до 1,2 м. Голова за формою дещо нагадує морду собаки, цю схожість надає широка та довга верхня щелепа. Голова довга, чітка відмежована від шиї. Очі маленькі з круглими зіницями. Є задньоборознисті отруйні ікла. Тулуб кремезний, витягнутий. Хвіст куций.
Забарвлення різне: сіре, коричневе, чорне, оливкове з цятками або плямами. Черево світліше за спину.
Це яйцеживородні змії. Самиці народжують до 30 дитинчат.
Отрута не становить загрози життю людини.

## Поширення
Мешкають в Австралії, Індонезії, Бангладеш, Камбоджі, Індії, Малайзії, М'янмі, на Філіппінах.
Полюбляють гирла річок, різні водойми, мангрові ліси. Добре плавають та пірнають. Активні здебільшого вночі, зрідка вдень. Харчуються рибою, ракоподібними, зрідка земноводними.

## Види
- Cerberus australis
- Cerberus microlepis
- Cerberus rynchops